# Cementiri nacional d'Arlington

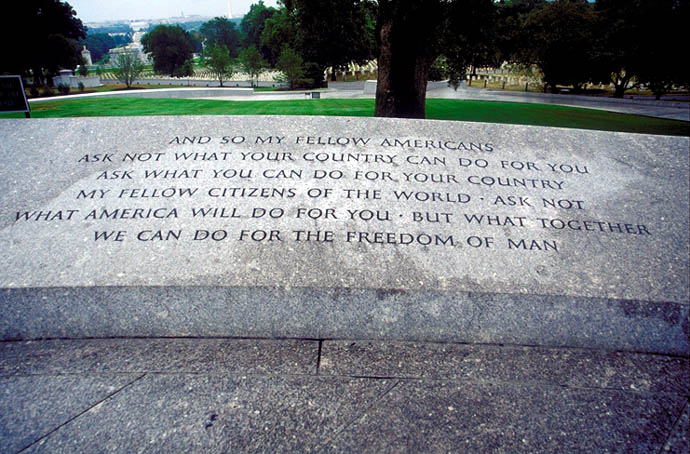
I així, estimats compatriotes nord-americans, no es preguntin el que el seu país pot fer per vostès, preguntins el que vostès poden fer pel seu país. Estimats compatriotes ciutadans del món, no preguntin el que els Estats Units pot fer per vostès, sinó el que junts podem fer per la llibertat de l'home- Memorial prop de la tomba de John F. Kennedy, Arlington.

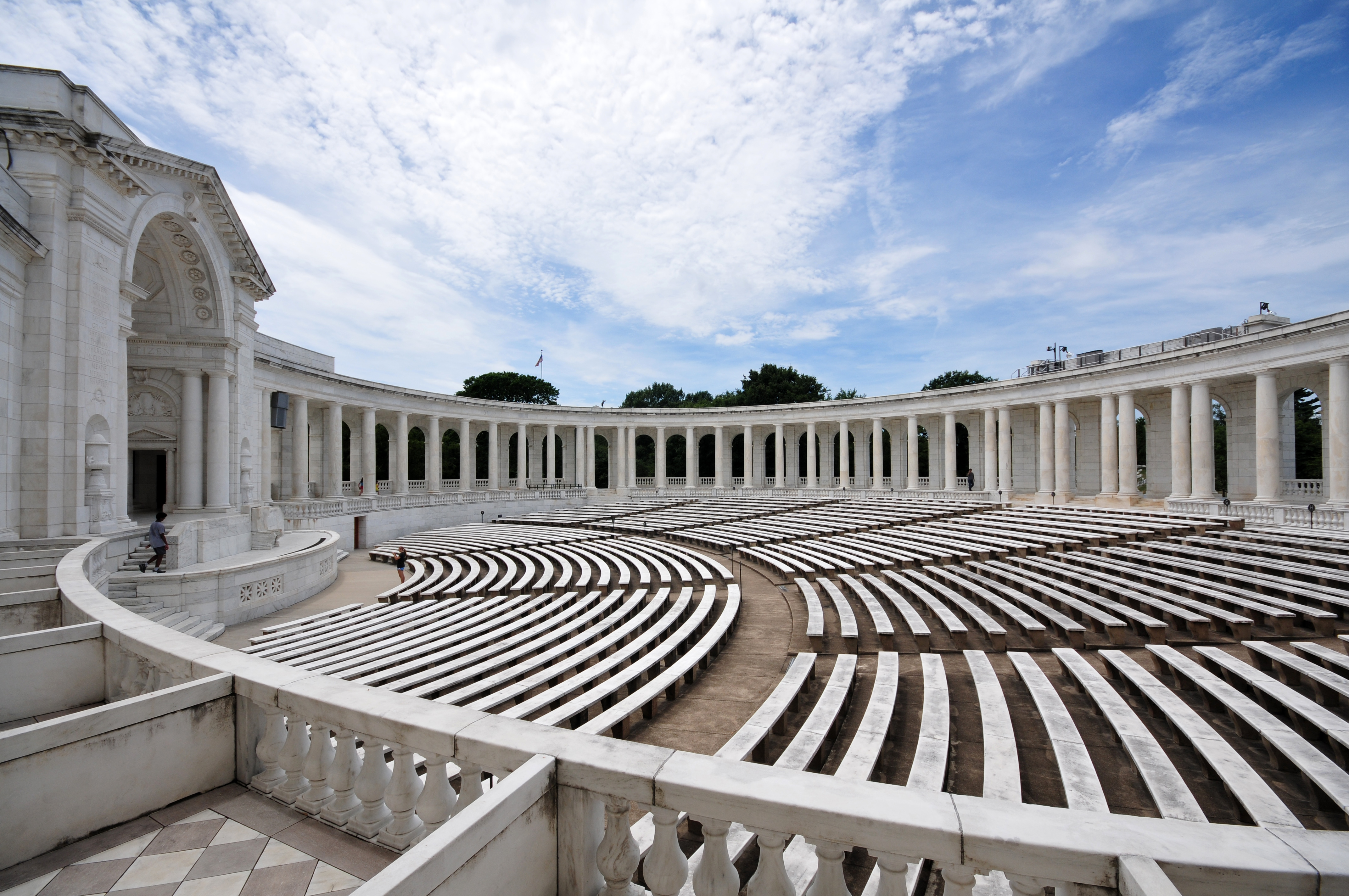
Amfiteatre al cementiri

El cementiri nacional d'Arlington està situat al Comtat d'Arlington, a l'estat de Virgínia. És un cementiri militar estatunidenc establert durant la Guerra Civil nord-americana en els terrenys de la casa de Robert E. Lee. Està situat a prop del riu Potomac, a les proximitats del Pentàgon.
Veterans de totes les guerres estan enterrats en aquest cementiri, des de la Revolució americana fins a les accions militars a l'Afganistan i l'Iraq.

## Tomba dels desconeguts
La tomba dels desconeguts, coneguda també com la tomba al soldat desconegut, no ha rebut mai un nom oficial. Està situada al cim d'un turó del comtat d'Arlington, mirant cap a la ciutat de Washington DC. La tomba és un dels llocs més populars del cementiri. Està feta de set peces de granit amb un pes total de 72 tones. Va ser oberta al públic el 9 d'abril de 1932. La tomba té una guàrdia permanent les 24 hores del dia, tots els dies de l'any.

## Altres tombes
Altres llocs visitats amb freqüència és el memorial "Iwo Jima" i la tomba del president John F. Kennedy. Kennedy està enterrat al costat de la seva dona i alguns dels seus fills. La seva tomba té una "flama eterna". Molt a prop d'aquí està enterrat el seu germà, el senador Robert F. Kennedy i ara, recentment està enterrat el seu altre germà, el senador Edward M. Kennedy.
És curiós que estant dit cementiri reservat als militars i aquells que van prestar valuosos serveis militars al seu país en diferents guerres, hi arribeu enterrat l'expresident William Howard Taft, que mai va ser militar.
El "Memorial del transbordador espacial Challenger" està dedicat a la memòria de la tripulació del vol STS-51-L que el 28 de gener de 1986 va morir durant el llançament de la seva nau. Encara que la majoria de les restes van ser identificats i retornats als seus familiars per a un funeral privat, a Arlington es van enterrar les restes que no es van poder identificar. A més, dos membres de la tripulació, Francis Scobee i  Michael Smith estan enterrats en aquest cementiri. Hi ha un memorial molt similar dedicat a la tripulació que va morir durant l'accident del Transbordador espacial Columbia l'1 de febrer de 2003.
Un altre dels memorials del cementiri està dedicat a les víctimes de l'atac terrorista de l'11 de setembre al Pentàgon. El memorial inclou el nom dels 184 desapareguts. Hi ha un altre memorial a les 259 persones que van perdre la vida en el vol de la Pan Am 103 a Lockerbie, Escòcia. L'avió va esclatar per una bomba al seu interior.